# Taveiro
Taveiro é uma vila portuguesa que foi sede da extinta Freguesia de Taveiro, do Município de Coimbra, freguesia que tinha 9,64km² de área e 1 948 habitantes em 2011, e, por isso, uma densidade populacional de 202,1 hab/km². 
A povoação de Taveiro foi elevada à categoria de vila a 9 de dezembro de 2004.
A freguesia era uma das poucas freguesias portuguesas territorialmente descontínuas, consistindo em duas partes de extensão muito diferente: a parte principal, concentrando cerca de 95% do território da antiga freguesia, e um pequeno exclave (lugar de Carregais), a este, que constituía um enclave na antiga freguesia de Ribeira de Frades. Por diversas vezes (1976, 1994, 1998, 2002, 2005), a população do lugar de Carregais tentou desanexar-se da freguesia de Taveiro para passar a integrar a freguesia de Ribeira de Frades, mas a Lei que permitiria essa transferência nunca foi levada a votação na Assembleia da República.
A freguesia foi extinta (agregada) pela reorganização administrativa de 2013, sendo o seu território integrado na União das Freguesias de Taveiro, Ameal e Arzila, mantendo-se a existência do exclave (agora encravado na União das Freguesias de São Martinho do Bispo e Ribeira de Frades).

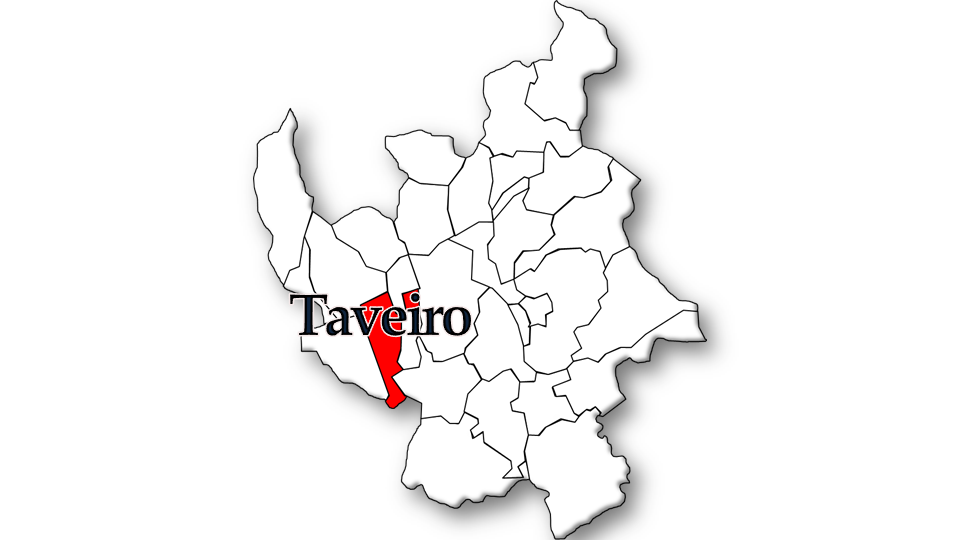
Localização no Município de Coimbra

## População

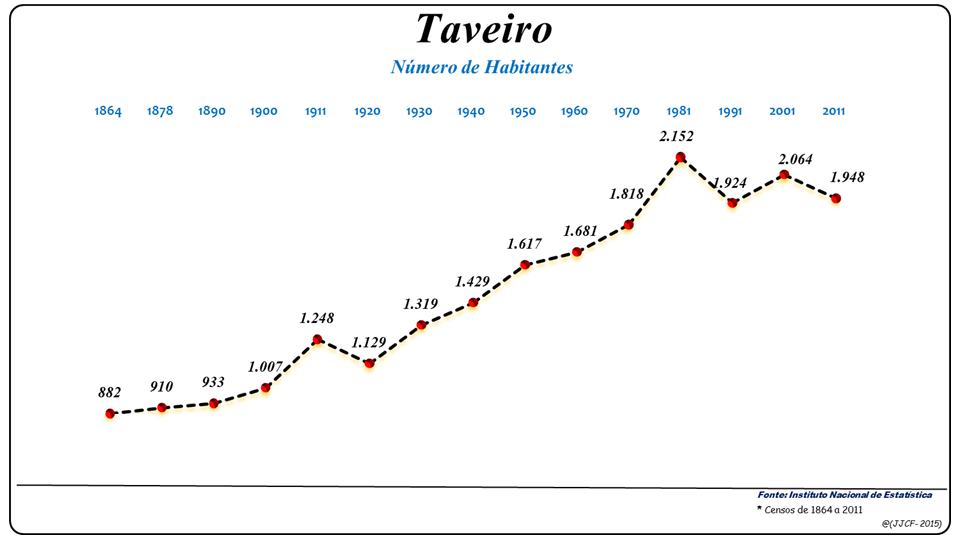
Evolução da População (1864 / 2011)

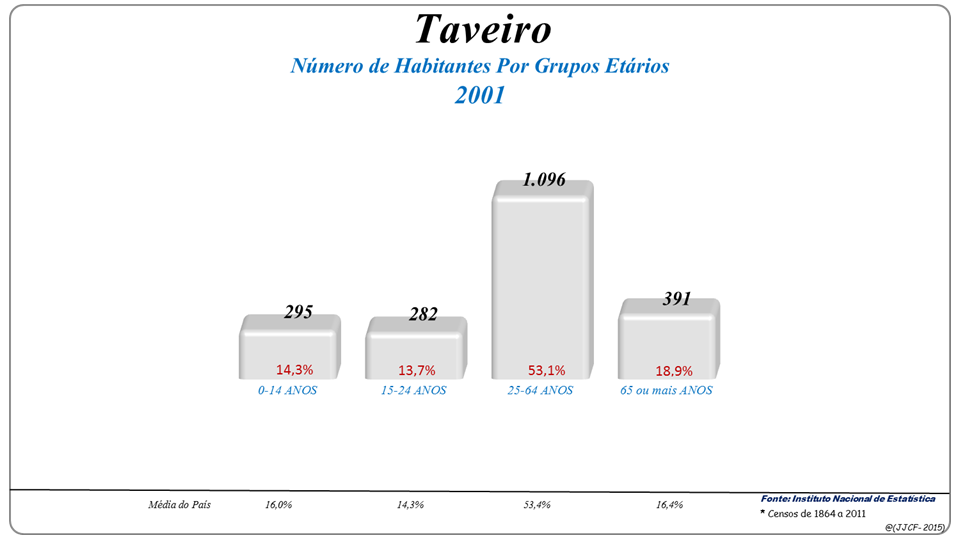
Grupos Etários (2001 e 2011)

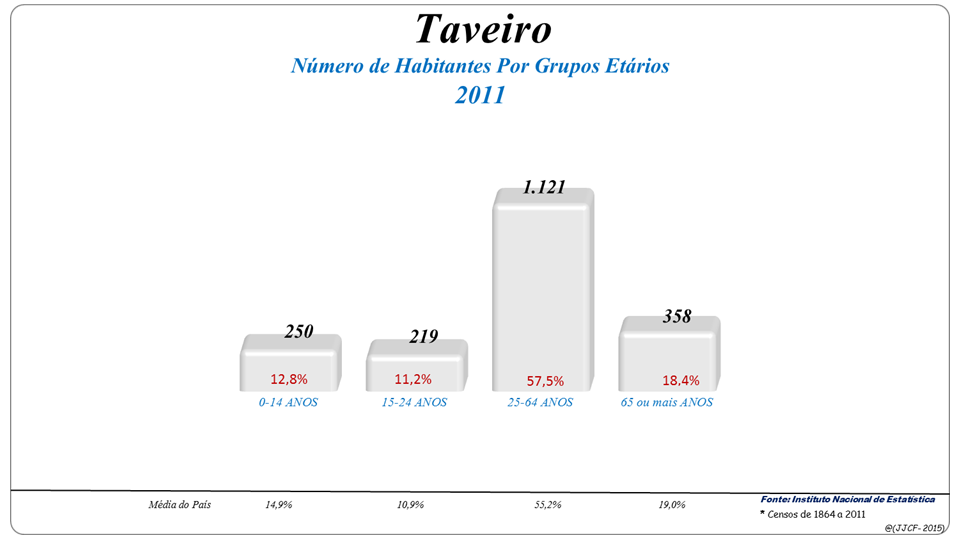
Grupos Etários (2001 e 2011)

Antigas freguesias que deram origem à União das Freguesias de Taveiro, Ameal e Arzila (Coimbra).

| População da freguesia de Taveiro | População da freguesia de Taveiro | População da freguesia de Taveiro | População da freguesia de Taveiro | População da freguesia de Taveiro | População da freguesia de Taveiro | População da freguesia de Taveiro | População da freguesia de Taveiro | População da freguesia de Taveiro | População da freguesia de Taveiro | População da freguesia de Taveiro | População da freguesia de Taveiro | População da freguesia de Taveiro | População da freguesia de Taveiro | População da freguesia de Taveiro |
| --------------------------------- | --------------------------------- | --------------------------------- | --------------------------------- | --------------------------------- | --------------------------------- | --------------------------------- | --------------------------------- | --------------------------------- | --------------------------------- | --------------------------------- | --------------------------------- | --------------------------------- | --------------------------------- | --------------------------------- |
| 1864                              | 1878                              | 1890                              | 1900                              | 1911                              | 1920                              | 1930                              | 1940                              | 1950                              | 1960                              | 1970                              | 1981                              | 1991                              | 2001                              | 2011                              |
| 882                               | 910                               | 933                               | 1 007                             | 1 248                             | 1 129                             | 1 319                             | 1 429                             | 1 617                             | 1 681                             | 1 818                             | 2 152                             | 1 924                             | 2 064                             | 1 948                             |

## Personalidades ilustres
- Visconde de Taveiro

## Colectividades
- Grupo Folclórico de Taveiro
- União Desportivo Taveirense
- Filarmónica União Taveirense
- Loucomotiva - Grupo de Teatro de Taveiro
- Clube Motard C.B.R. (Copos Buchas e Rodas)